# 胡氏簑蘚
胡氏簑蘚（学名：Macromitrium foxworthyi）为木靈蘚科簑蘚屬下的一个种。

## 扩展阅读
- 維基物種上的相關：胡氏簑蘚